# Marienkapelle (Oetzen)

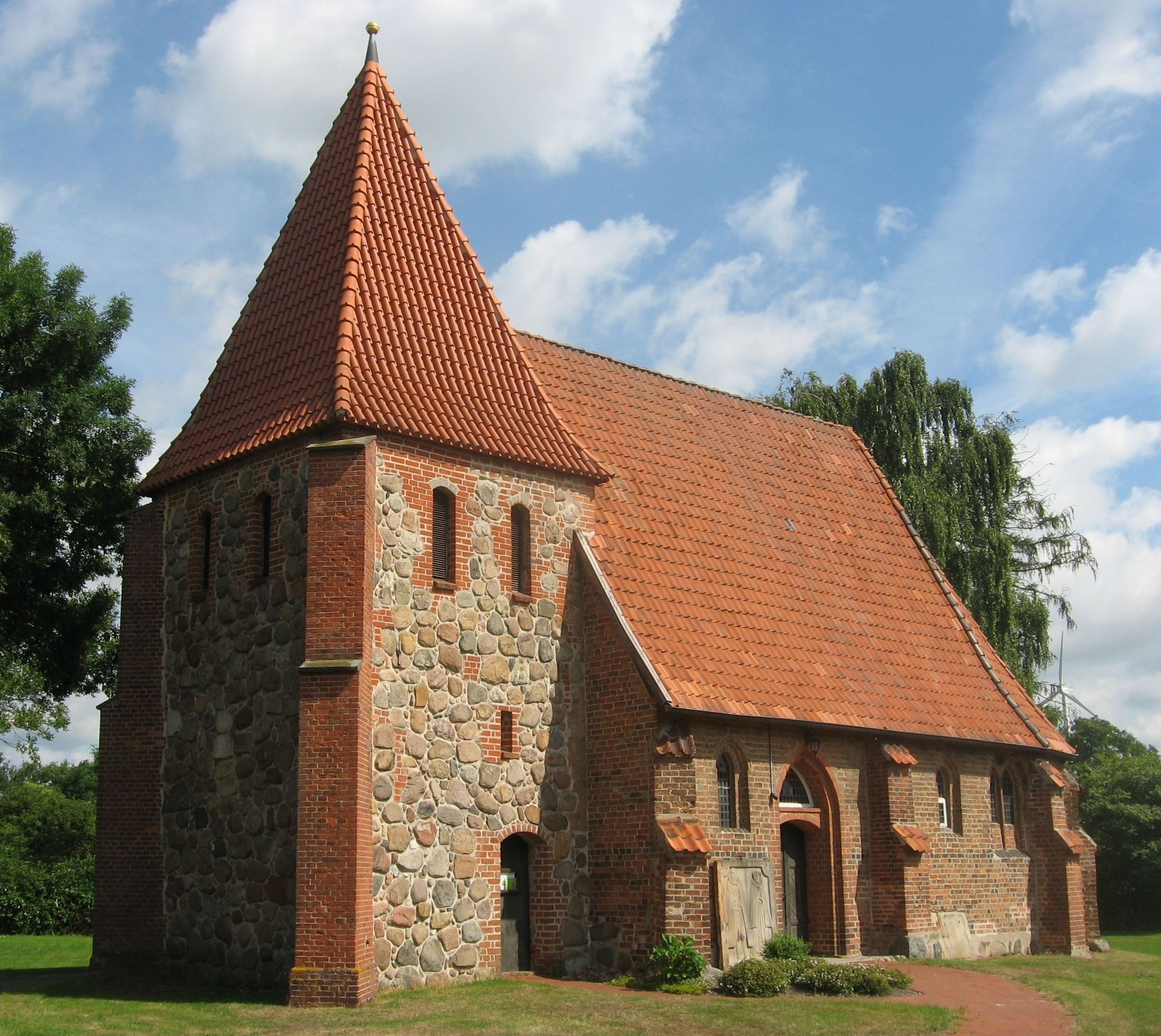
Marienkapelle Oetzen

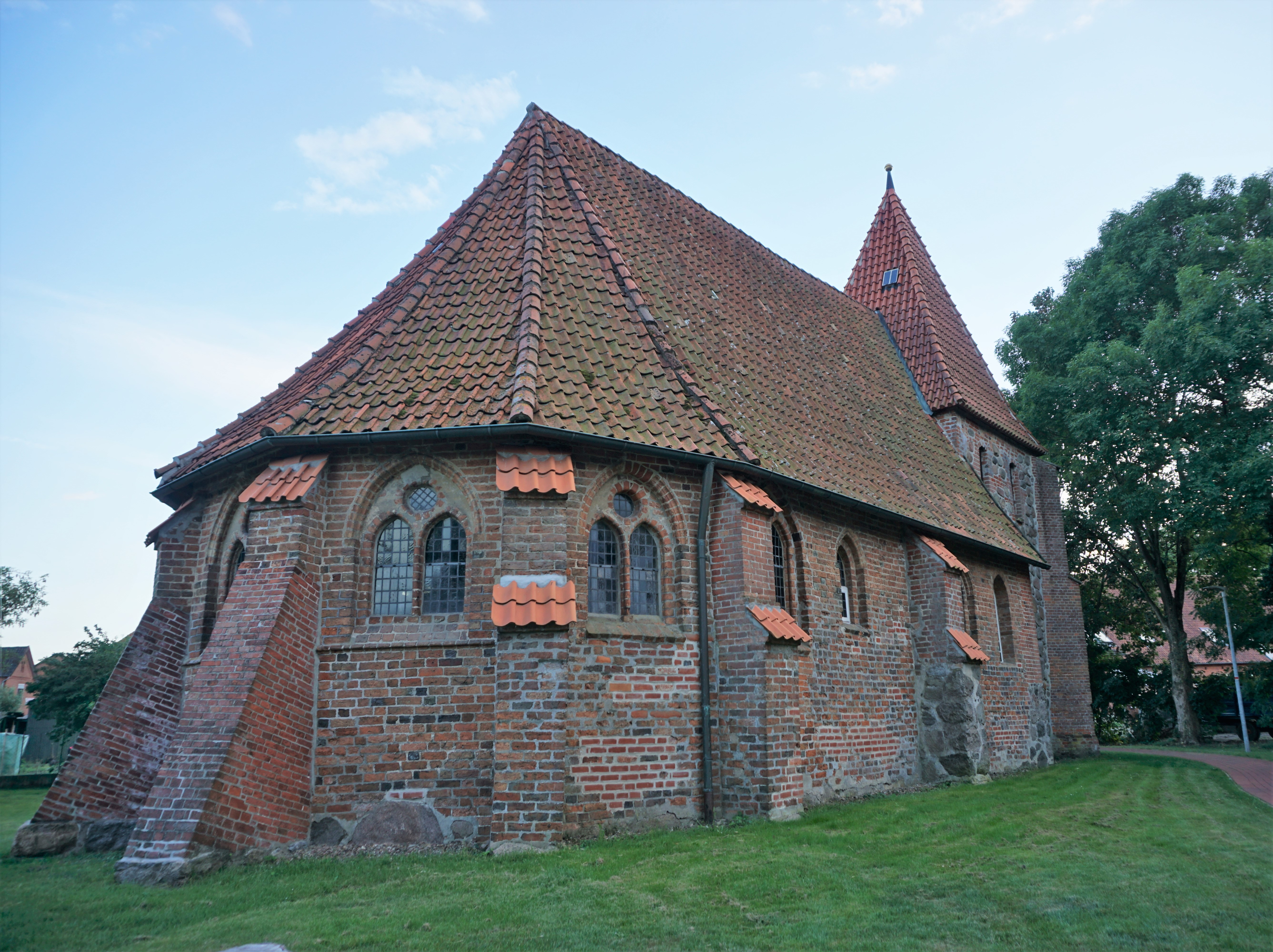
Blick von Nordosten

Die evangelisch-lutherische Marienkapelle ist eine Feldsteinkapelle in Oetzen im niedersächsischen Landkreis Uelzen.

## Architektur
Die Marienkapelle, ein einschiffiger Bau aus Backsteinen und Feldsteinen, entstand weitestgehend im 14. Jahrhundert. Die Kapelle besitzt einen massigen quadratischen Westturm mit Zeltdach und einen polygonalen Chorraum. Der Westturm wurde nachträglich an den Ecken durch Strebepfeiler aus Backstein verstärkt. In den drei freien Seiten des Turms befinden sich jeweils zwei Schallöffnungen mit Segmentbögen. Der Chor und das Kirchenschiff besitzen kleine hochangesetzte Fenster mit einfachem Maßwerk. Das Schiff besitzt ein steiles Dach, welches sich fächerartig über dem Chor ausbreitet. Sowohl das Dach des Schiffes, als auch das Dach des Westturms sind mit roten Dachziegeln gedeckt. 
Der Chorraum ist überwölbt, wohingegen das Schiff eine flache Holzbalkendecke besitzt. Die Balkendecke zeigt einen gemalten Wolkenhimmel.

## Ausstattung
Die Kapelle ist mit bemerkenswerten Stücken ausgestattet. Besonders hervorzuheben sind das geschnitzte Altarretabel aus der ersten Hälfte des 16. Jahrhunderts, die Kanzel aus der ersten Hälfte des 17. Jahrhunderts und ein Vortragekreuz, welches um 1400 geschaffen wurde. Die im Turm befindliche, undatierte Glocke mit der Inschrift ave maria gracia plena stammt aus dem 14. Jahrhundert.